# آزمایش (شرکت)
شرکت سهامی آزمایش، یا گروه صنعتی آزمایش یا کارخانه‌های صنعتی آزمایش (اسم به حروف لاتین: Azmayesh Group) یک شرکت تولیدکننده ایرانی لوازم خانگی است. این کارخانه در ۱۶ اسفند ۱۳۳۷ توسط محسن (اشتهاردیان) آزمایش بنیان‌گذاری شد و تا سال ۱۳۵۸ مدیریت آن را در اختیار داشت.

## تاریخچه
محسن آزمایش این شرکت را با سرمایه‌ای برابر با ۳۰ میلیون ریال به ثبت رساند. اما با رشد و توسعه کار، سرمایه شرکت در سال ۱۳۴۷ به ۲۰۰ میلیون ریال افزایش یافت. در این سال پیش‌بینی فروش محصولات شرکت ۱ میلیارد ریال بود. بعد از چند سال، وی زمینی به مساحت ۱۸۵ هزار متر در کیلومتر ۱۰ جاده آبعلی، سه راه آزمایش خریداری کرد و کارخانه‌ای بنا نهاد. در این کارخانه چندین نوع یخچال، کولر، آب‌گرم‌کن، تختخواب فلزی، بخاری و اجاق گاز تولید می‌شد. زیربنای کارخانه از ۲ هزار متر در سال‌های آغازین، به ۷۳ هزار متر در اواسط سال‌های دهه پنجاه رسید.
آزمایش به کارگران حقوقی چند درصد بیشتر از حد رایج می‌پرداخت و مدیران کارخانه از مزایای ویژه‌ای چون وام مسکن، کمک هزینه ازدواج، یارانه خودرو و غیره برخوردار بودند. آزمایش در ساوه و مرودشت نیز شعبه‌های تولید به راه انداخت.
در سال ۱۳۵۸ و پس از انقلاب جمهوری اسلامی کارخانه‌های آزمایش مشمول بند د قانون حفاظت صنایع ایران شدند و به دولت واگذار گردیدند، محسن آزمایش یک سال پس از این اتفاق به سوئیس مهاجرت کرد. پس از چند سال، سایر نهادهای دولتی و شبه دولتی مثل سازمان خصوصی‌سازی و صندوق بازنشستگی از سهام داران بزرگ شرکت شدند.
فعالیت‌های تولیدی شرکت تا اوایل سال ۱۳۸۰ تا حدی رونق داشت و کالاهای جدیدی مانند یخچال ساید بای ساید و فریزر بدون برفک به محصولات شرکت اضافه شدند.
در همین سال‌ها مجموعه آزمایش از طریق بورس به بخش خصوصی واگذار شد. در آن زمان زیان انباشته شرکت حدود ۱۲٫۵ میلیارد تومان بود. همچنین قیمت هر سهم از شرکت ۱۶۰ تومان بود که ارزش کل شرکت را برابر ۳۵ میلیارد تومان نشان می‌داد. در سال ۱۳۸۸ به دلیل بدهی‌های فراوان تعداد کارکنان واحد مرودشت آزمایش، از ۱۴۰۰ نفر به ۱۶۰ نفر کاهش یافت و کارخانه به حالت نیمه تعطیل درآمد.
پس از انقلاب 1357 ایران و مصادره شرکت و کارخانه‌ها، به دلیل مدیریت ناکارآمد، این شرکت نیز مانند اکثر شرکت‌های مصادره شده به ورشکستگی رسید. شرکت آزمایش کماکان در بورس ایران حضور دارد اما تولید محصولات به روال گذشته وجود ندارد و شرکت بیشتر به عنوان یک هلدینگ ملکی و موجر زمین و سوله فعالیت دارد. همچنین این شرکت در حال فروش و یا تغییر کاربری برخی اموال و املاک خود می‌باشد.